# Nick Thoman
Nicholas (Nick) Thoman (Cincinnati (Ohio), 6 maart 1986) is een Amerikaanse zwemmer. Hij vertegenwoordigde zijn vaderland op de Olympische Zomerspelen 2012 in Londen. Op de kortebaan is Thoman houder van het wereldrecord op de 100 meter rugslag.

## Carrière
Tijdens de Duel in the Pool 2009, een zwemwedstrijd tussen de Amerikaanse ploeg en een team van Europese topzwemmers, in Manchester verbeterde Thoman als startzwemmer van de Amerikaanse 4x100 meter wisselslag estafette het wereldrecord op de 100 meter rugslag.
Bij zijn internationale debuut, op de Pan Pacific kampioenschappen zwemmen 2010 in Irvine, veroverde de Amerikaan de bronzen medaille op de 50 meter rugslag en eindigde hij als negende op de 100 meter rugslag, op de 200 meter rugslag strandde hij in de series. Op de wereldkampioenschappen kortebaanzwemmen 2010 in Dubai eindigde Thoman als vierde op de 100 meter rugslag en als vijfde op de 50 meter rugslag, samen met Mihail Alexandrov, Ryan Lochte en Garrett Weber-Gale sleepte hij de wereldtitel in de wacht op de 4x100 meter wisselslag.
In Shanghai nam de Amerikaan deel aan de wereldkampioenschappen zwemmen 2011. Op dit toernooi eindigde hij als vierde op de 100 meter rugslag, het verschil met bronzenmedaillewinnaar Ryosuke Irie bedroeg slechts 3/100 seconde, en als zesde op de 50 meter rugslag. Op de 4x100 meter wisselslag legde hij samen met Mark Gangloff, Michael Phelps en Nathan Adrian beslag op de wereldtitel.
Tijdens de Olympische Zomerspelen van 2012 veroverde Thoman de zilveren medaille op de 100 meter rugslag achter zijn landgenoot Matt Grevers. Samen met Eric Shanteau, Tyler McGill en Cullen Jones zwom hij in de series van de 4x100 meter wisselslag, in de finale sleepten Matt Grevers, Brendan Hansen, Michael Phelps en Nathan Adrian de gouden medaille in de wacht. Vanwege zijn deelname aan de series mocht ook Thoman de gouden medaille in ontvangst nemen.

## Internationale toernooien
| Jaar | Olympische Spelen                                              | WK langebaan                                         | WK kortebaan                                         | PanPacs                                          |
| ---- | -------------------------------------------------------------- | ---------------------------------------------------- | ---------------------------------------------------- | ------------------------------------------------ |
| 2010 |                                                                |                                                      | 5e 50m rugslag · 4e 100m rugslag · 4x100m wisselslag | 50m rugslag · 9e 100m rugslag · 18e 200m rugslag |
| 2011 |                                                                | 6e 50m rugslag · 4e 100m rugslag · 4x100m wisselslag |                                                      |                                                  |
| 2012 | 100m rugslag · 4x100m wisselslag · Thoman zwom enkel de series |                                                      | geen deelname                                        |                                                  |

## Persoonlijke records
Bijgewerkt tot en met 18 december 2010

### Kortebaan
| Afstand      | Tijd    | Datum            | Plaats     |
| ------------ | ------- | ---------------- | ---------- |
| 50m rugslag  | 23,28   | 18 december 2010 | Dubai      |
| 100m rugslag | 48,94   | 18 december 2009 | Manchester |
| 200m rugslag | 1.50,05 | 18 december 2009 | Manchester |

### Langebaan
| Afstand      | Tijd    | Datum            | Plaats      |
| ------------ | ------- | ---------------- | ----------- |
| 50m rugslag  | 24,82   | 19 augustus 2010 | Irvine      |
| 100m rugslag | 52,51   | 7 augustus 2009  | Federal Way |
| 200m rugslag | 1.54,59 | 5 augustus 2009  | Federal Way |